# STS-74
STS-74 (Space Transportation System-74) var Atlantis 15. rumfærge-mission. Opsendt 12 november 1995 og vendte tilbage den 12 november 1995. Det var den anden mission hvor en NASA rumfærge blev sammenkoblet med den russiske rumstation MIR.
Missionen var rumfærgernes fjerde flyvning til rumstationen Mir, de tidligere var STS-60 STS-63, STS-71 og Sojuz TM-21. Efterfølgende fælles missioner til Mir: STS-76, STS-79, STS-81, STS-84, STS-86, STS-89 og STS-91.

## Besætning
- Kenneth Cameron (kaptajn)
- James Halsell (pilot)
- Chris Hadfield (missionsspecialist)
- Jerry Ross (missionsspecialist)
- William McArthur (missionsspecialist)

## Missionen
Rumfærgen medbragte Mir Docking Module, et system til sammenkobling mellem rumfærgen og MIR.
- Mir Docking Module
- Rumstationen MIR
- Atlantis sammenkoblet med MIR